# Sainte-Reine (Savoia)
Sainte-Reine è un comune francese di 158 abitanti situato nel dipartimento della Savoia della regione dell'Alvernia-Rodano-Alpi.

## Società

### Evoluzione demografica
Abitanti censiti